# Hello Dolly (film)
Hello Dolly  (engelsk originaltitel: Hello, Dolly!) är en amerikansk musikalfilm från 1969 i regi av Gene Kelly.

## Om filmen
Filmen hade svensk premiär den 18 december 1969.
Huvudrollerna spelades av Barbra Streisand och Walter Matthau. I verkligheten gillade de inte varandra, och Walter Matthau vägrade vara i hennes närhet när det inte var tvunget. 
Filmen bygger på Broadwaymusikalen Hello, Dolly!, som i sin tur bygger på pjäsen The Matchmaker, som filmades redan 1958 (och fick den svenska titeln Gamla gubbar bli som nya). Handlingen har sitt ursprung i pjäsen Einen Jux will er sich machen, skriven 1842 av den österrikiske dramatikern Johann Nestroy.
Filmen blev en måttlig succé, men drog in sina utgifter med knapp marginal. Barbra Streisand, då 27 år, var ovanligt ung för rollen, vilket medförde en ganska stor åldersskillnad med Walter Matthau som då var 49 år gammal. 
Filmen blev nominerad till inte mindre sju Oscar, varav den vann tre stycken: bästa ljud, bästa scenografi och bästa filmmusik. Den blev även nominerad till fem stycken Golden Globe.

## Rollista i urval
- Barbra Streisand – Dolly Levi
- Walter Matthau – Horace Vandergelder
- Michael Crawford – Cornelius Hackl
- Marianne McAndrew – Irene Molloy
- Danny Lockin – Barnaby Tucker
- E.J. Peaker – Minnie Fay
- Joyce Ames – Ermengarde
- Tommy Tune – Ambrose Kemper
- Judy Knaiz – Gussie Granger / Ernestina Simple
- Louis Armstrong – orkesterledaren